# Reserva nacional de Samburu

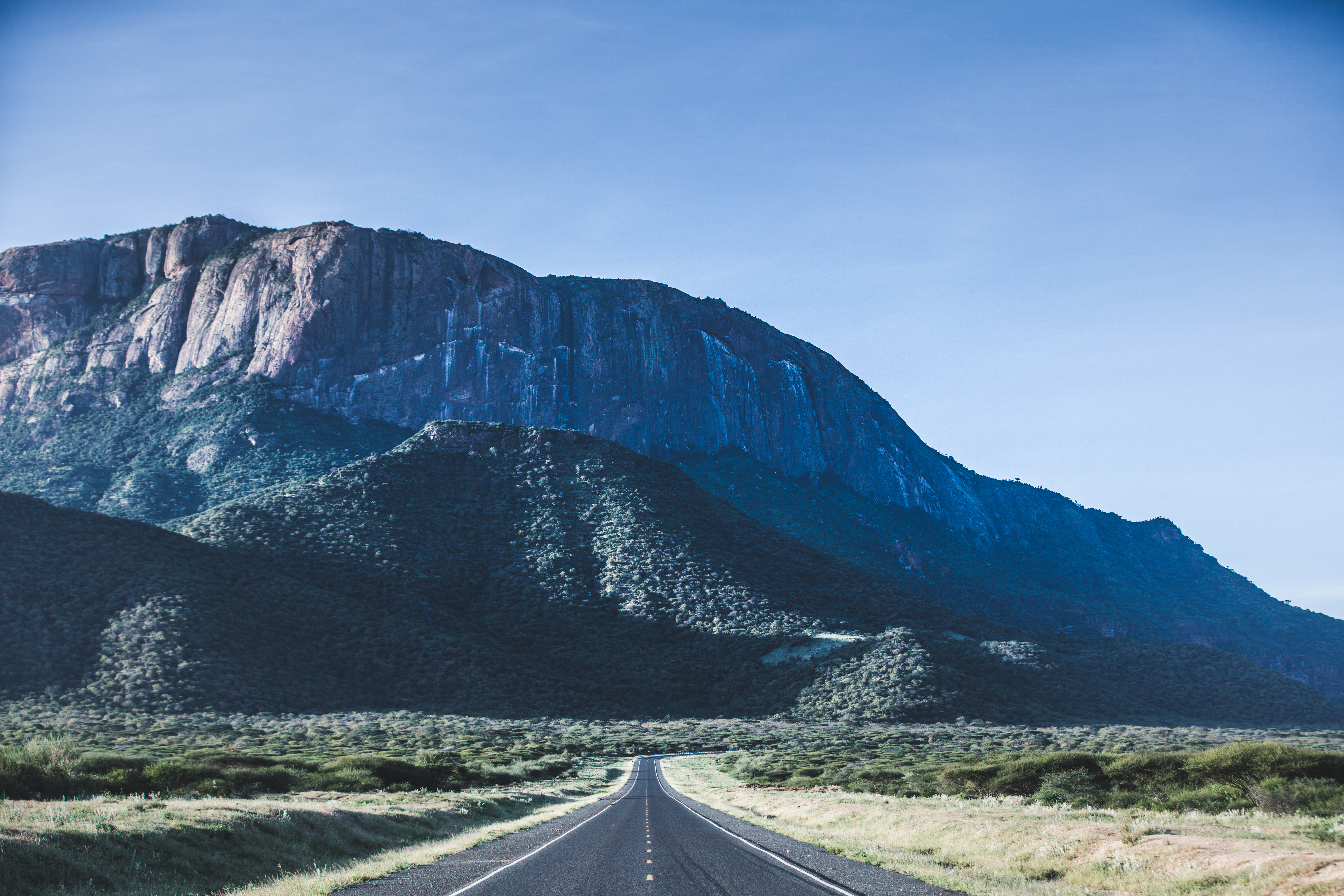
Monte Ololokwe (en la reserva)

La Reserva Nacional de Samburu es una pequeña área natural protegida en Kenia. Se sitúa en la parte central de Kenia, al norte del río Ewaso Ng'iro, e incluye los montes Koitogor y Ololokwe. Cubre una área de 168 km². Forma un sistema junto con tres parques adyacentes: el Buffalo Springs National Reserve, Laikipia, y la Shaba National Reserve.
La reserva se encuentra al norte del ecuador, en el condado de Samburu. El nombre "Samburu" proviene de la etnia que habita el territorio, relacionada directamente con otro pueblo nilótico, los Masái.

## Ambiente

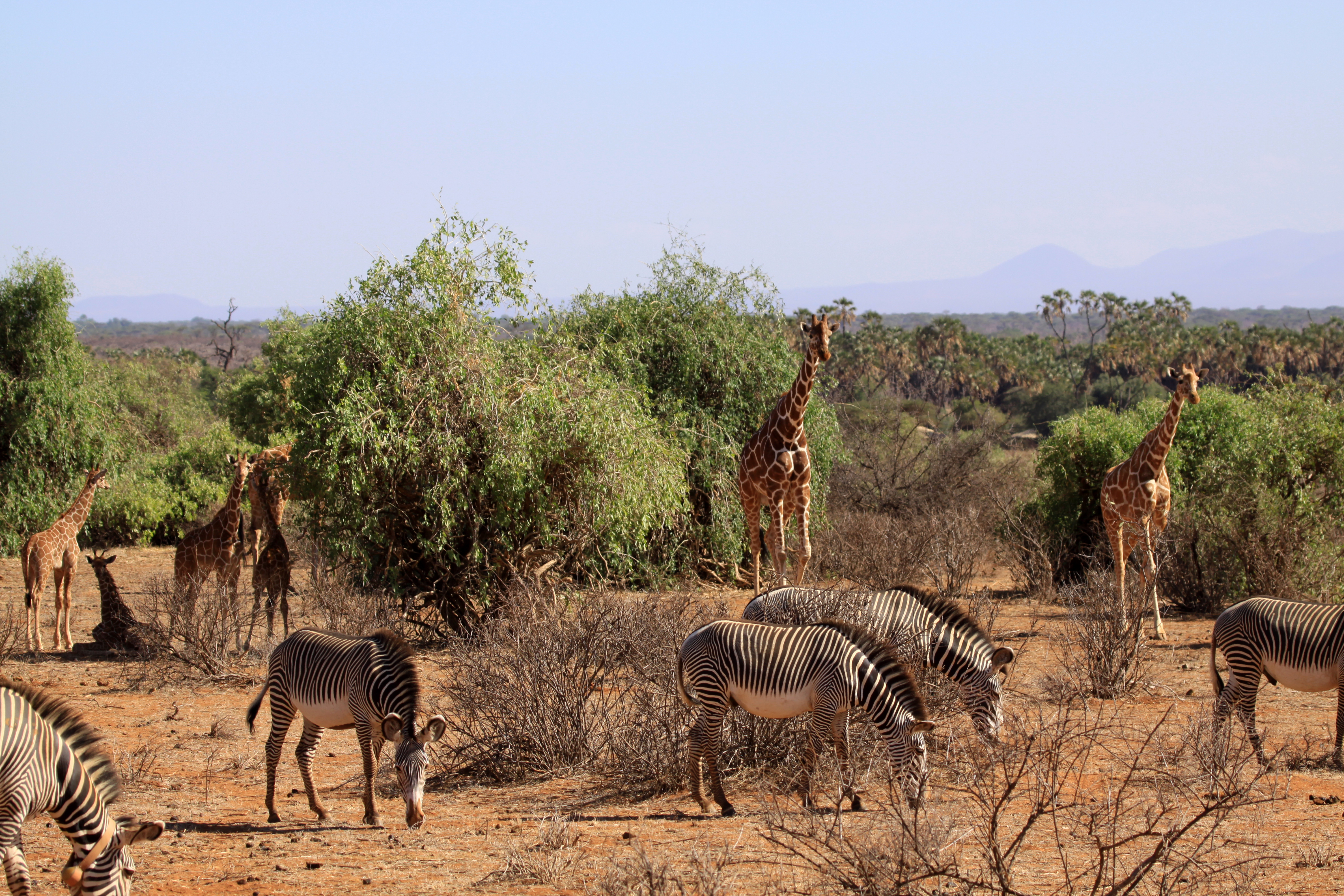
Cebras y jirafas en la Reserva de Samburu.

No obstante su reducida dimensión, el parque comprende diversos hábitats, en altitudes comprendidas entre los 800 m s. n. m. (en las proximidades del Ewaso Ng'iro) y 1,230 m s. n. m. (en el monte Koitogor). Incluye floresta ribereña, floresta de palmera Doum y acacias, y tres tipos de sabana: arbólada, arbustiva y plana. La fauna comprende elefantes, búfalos cafres, cebras de Grévy, numerosas especies de gacelas, impalas, antílopes acuáticos, órices, guepardos, leopardos, leones, cocodrilos, hipopótamos, una gran cantidad de especies de aves de las cuales tres típicamente septentrionales: el antílope jirafa o gerenuc, y la jirafa reticulada.
El parque tiene escasas vías de comunicación y poca densidad poblacional, lo que lo hace muy apto a la vida salvaje.
El turismo occidental se incrementó muchísimo, especialmente el ´de origen alemán, a partir del éxito de la película germana La masái blanca (2005).

## Instalaciones de hospedaje
En el parque se encuentran operando varias estructura de hospedaje: el Samburu Lodge, el Samburu Serena Lodge, el Samburu River Lodge, el Larsens Tended Campoy el Elephant Bedroom Camp.